# مارك برادلي (لاعب كرة قدم أمريكية)
مارك برادلي (بالإنجليزية: Mark Bradley)‏ هو لاعب كرة قدم أمريكية أمريكي، ولد في 29 يناير 1982 في باين بلاف في الولايات المتحدة.

## وصلات خارجية
- مارك برادلي على موقع مرجع كرة القدم المحترفة.كوم (الإنجليزية)